# Wolfgang Borchert
Wolfgang Borchert (Hamburg, 1921. május 20. – Bázel, 1947. november 20.) német költő, drámaíró.

## Életrajza
Ifjúkorában könyvkereskedő tanuló volt, majd színész lett. 1941-ben besorozták katonának, és a keleti frontra vitték, ahol 1942-ben súlyosan megsebesült. Élesen háborúellenes magatartása miatt hamar összeütközésbe került a hadsereggel, és többször börtönbe zárták. Mire a második világháború végetért és leszerelt, már nagybeteg volt. Segédrendezőként és kabarészínészként kezdett el dolgozni, közben megírta korszakos drámáját (Az ajtón kívül; Draussen vor der Tür), aminek a bemutatója előtt egy nappal meghalt.
Borchert a háború utáni német elveszett nemzedék első nagy hatású, nagy tehetségű írója volt. Rövid életműve a híressé vált Gruppe 47 írócsoport közvetlen irodalmi előzménye. Írásművészetét a német expresszionizmus hagyományai, erőteljes költőiség, és végtelen, kétségbeesett pesszimizmus jellemzi.
Az ajtón kívül és néhány elbeszélése magyarul is megjelent, a színművet hazánkban is többször bemutatták. Balassa Sándor magyar nyelven egész estés operát is komponált Borchert műve nyomán.

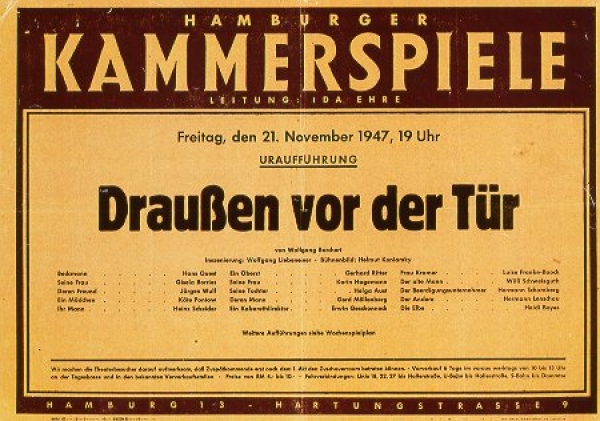

Egy ember megjött Németországba, és itt valami ördögi filmet lát. Pereg a film, és közben többször is karjába csíp, mert nem tudja, ébren van-e vagy álmodik. De azután észreveszi, hogy vannak még körülötte jónéhányan, akik ugyanazt látják és hallják. És érzi, hogy ez nem más, mint a valóság. Arról szól, hogy egy ember megjön Németországba... Valaki azok közül, akik megjöttek, de nem haza jöttek, mert itt nincs már otthon számukra. Az ő Németországuk kívül van az esős éjben, az utcán.

## Magyarul
- Az ajtón kívül. Válogatott írások; vál., utószó: Gyurkó László, ford.: Gyurkó László, Szolcsányi Ferenc; Európa, Bp., 1960
- Elbeszélések, fordítások. Wolfgang Borchert írásaiból; Vasárnapi levél, Bécs, 1962
- Wolfgang Borchert összegyűjtött művei. utószó: Vincze Ferenc, ford.: Bordás Máté, Szolcsányi Ferenc, Vincze Ferenc; Napkút, Bp., 2020.